# Pierre Somveille
Pierre Somveille, né le 12 novembre 1921 à Hiersac (Charente) et mort le 29 juillet 2009 à Marseille, est un ancien préfet et haut fonctionnaire français.

## Avec Maurice Papon (1944-1967)
Fils d'ouvrier agricole, il connaît une ascension sociale qui l'amène sur les bancs de la faculté de droit de Bordeaux. 
La première partie de sa carrière est attachée à la personnalité de Maurice Papon. Leur rencontre a lieu à la préfecture de la Gironde, où Pierre Somveille est recruté en 1944. La manière dont ce « modeste commis » gagne la confiance de Maurice Papon au point de devenir rapidement selon ses propres mots son « collaborateur direct » demeure mystérieuse. Toujours est-il que sa fidélité est totale : en 1998, témoignant pour la défense de son ancien supérieur, il va jusqu'à affirmer que « jusqu’à la fin de 1945, [il] ignorait tout du sort fait aux juifs pendant la guerre [et] ne savai[t] même pas qu'il existait un service des juifs à la préfecture ». Pierre Somveille assure également n'avoir jamais évoqué le souvenir de cette période avec celui qui fut son supérieur direct pendant plus de vingt ans. Comme le remarquent les avocats des parties civiles, « il est pourtant à Bordeaux au moment où les victimes de la dernière rafle sont parquées à la synagogue. Il est là quand s'ébranle le dernier convoi pour Drancy ».
Dans l'après-guerre, il suit Maurice Papon dans ses différents postes aux préfectures de Corse, de Constantine puis à la préfecture de police de Paris. De 1961 à 1967, il est directeur de cabinet du préfet de police.

## L'homme du maintien de l'ordre (1967-1986)
Après un passage au cabinet du Premier ministre Georges Pompidou en 1967-1968, le nouveau ministre de l'Intérieur Raymond Marcellin, nommé le 31 mai 1968, prend Pierre Somveille comme directeur de cabinet. Durant les six années du ministère Marcellin, il est l'homme de confiance de celui qui se veut la bête noire des militants d'extrême gauche.
En raison de sa grande discrétion médiatique, il demeure difficile d'apprécier avec précision le rôle concret joué par Pierre Somveille dans les différentes affaires mettant en cause la répression policière des années 1960 et 1970 (17 octobre 1961, Charonne, « bavures » du 9 février 1971, etc.). Selon l'historien Alain Dewerpe, Pierre Somveille fut constamment un apôtre de la répression violente des contestations. Il voit dans sa carrière une « trajectoire de criminel par raison d'État ».
Après l'arrivée de Jacques Chirac au ministère de l'Intérieur en mars 1974, Pierre Somveille échappe en partie à la « démarcellinisation » de la place Beauvau ; il est alors nommé préfet des Bouches-du-Rhône en remplacement de Louis Verger. Quelques années après, il est nommé préfet de police de Paris, poste qu'il occupe de 1976 à 1981. Ayant été apprécié par Gaston Defferre dans son poste précédent à Marseille, Pierre Somveille obtient du nouveau ministre de l'Intérieur de se faire renommer,pour rejoindre ses petits enfants, ce qui est très rare, à la tête de la préfecture des Bouches-du-Rhône, de 1981 à 1986 où il achève sa carrière. 

## Récompenses et distinctions

### Décorations
- Grand officier de la Légion d'honneur, le 1er janvier 2002.